# Joseph Bastian

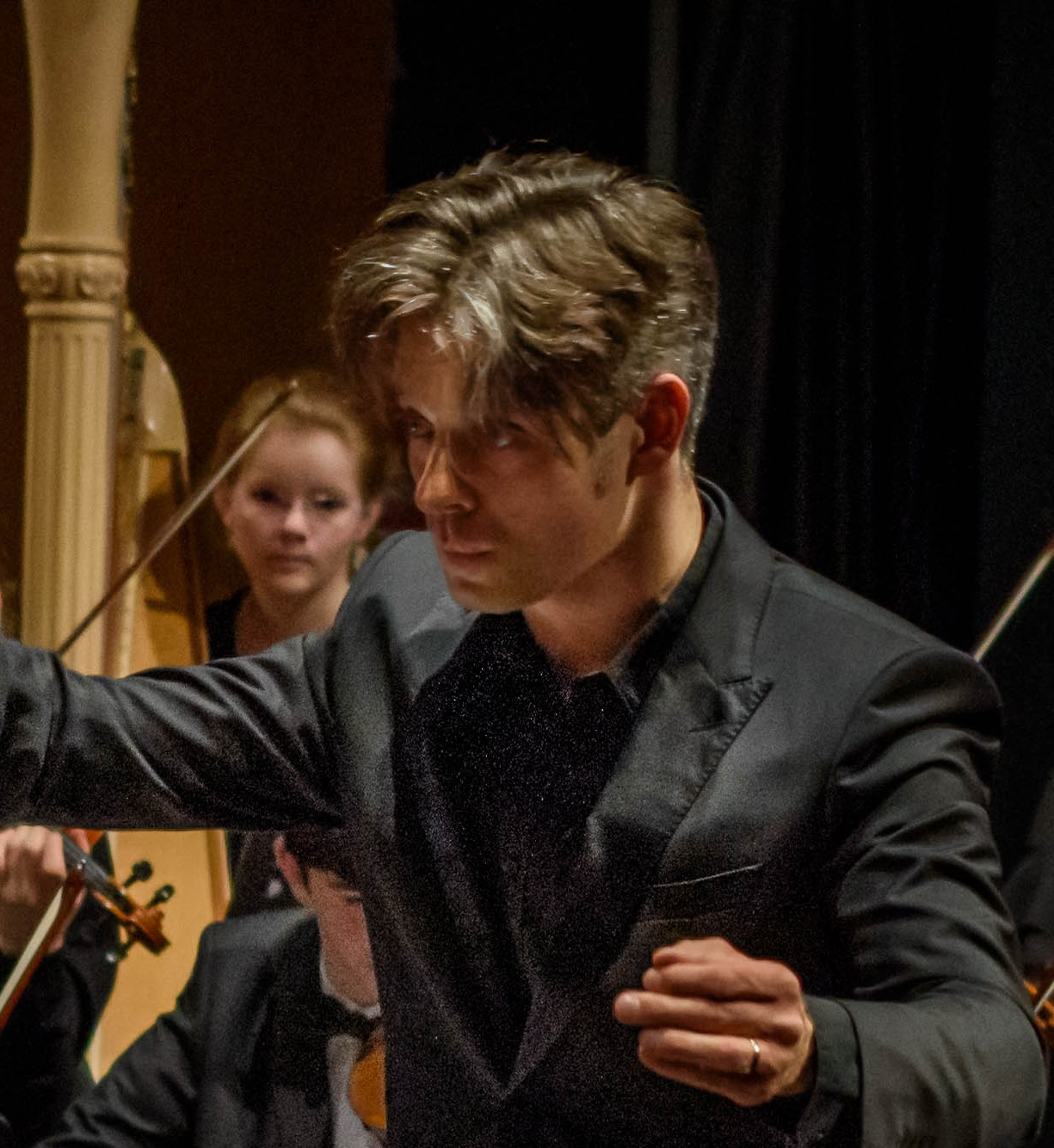
Joseph Bastian (2019)

Joseph Bastian (* 9. November 1981 in Forbach, Frankreich) ist ein französisch-schweizerischer Dirigent. Er ist seit 2022 Chefdirigent des Orchestre Dijon Bourgogne und seit 2023 Chefdirigent der Münchner Symphoniker.

## Leben
Bastian wurde als Sohn einer französisch-schweizerischen Familie in Frankreich geboren. In seiner Jugend erhielt er Cello-, Posaunen- und Kompositionsunterricht. Seine fünf Geschwister sind alle ebenfalls Musiker.
Nach seinem Studium an der Hochschule für Musik Saar wurde Bastian im Jahr 2004 Erster Bassposaunist beim Symphonieorchesters des Bayerischen Rundfunks, ebenso war er Mitglied des Bayreuther Festspielorchesters.
Erfahrungen als Dirigent sammelte Bastian als Assistent für Mariss Jansons, Daniel Harding und Vladimir Jurowski. Von 2011 bis 2018 leitete er das Abaco-Orchester an der Universität München. Internationale Beachtung erhielt er 2016, als er kurzfristig für den gesundheitsbedingt ausgefallenen Robin Ticciati beim Symphonieorchester des Bayerischen Rundfunks einsprang.
2022 wurde er zum Chefdirigent des Orchestre Dijon Bourgogne berufen, ebenfalls seit 2022 leitet er als Chefdirigent das Asian Youth Orchestra bei jährlichen Tourneen durch Europa und Asien. Seit 2023 ist er Chefdirigent und künstlerischer Leiter der Münchner Symphoniker.
Bastian ist mit der Sopranistin Lydia Teuscher verheiratet.

## Auszeichnungen
- 2016: Neeme-Järvi-Preis des Gstaad Menuhin Festivals
- 2019: Eugen-Jochum-Preis